# Ellehammer I
Der Ellehammer I war der erste motorisierte Flugdrachen von Jacob Ellehammer.
Die ersten Flüge wurden noch als Triplan durchgeführt.
Später baute Ellehammer auf zwei Tragflächen um, da er festgestellt hatte, dass die dritte Fläche zu wenig Vorteile brachte zum Mehrgewicht der Fläche.
Der erste Flug in Triplanausführung wurde am 12. September 1906 durchgeführt und erzielte eine Reichweite von 40 m. Damit hat Ellehammer den ersten Motorflug in Europa durchgeführt.

## Entwicklung
Der Flugzeugführer sitzt in einem Pendelgestell, welches mit einer Schubstange mit dem Höhenruder verbunden ist. Als Motor wurde eine Eigenkonstruktion mit 30 PS bei 900 1/min eingesetzt.

## Technische Daten
| Kenngröße    | Daten                                                               |
| ------------ | ------------------------------------------------------------------- |
| Besatzung    | 1                                                                   |
| Länge        | ? m                                                                 |
| Spannweite   | ? m                                                                 |
| Flügelfläche | 37 m²                                                               |
| Leermasse    | 130 kg                                                              |
| Startmasse   | ca. 220 kg                                                          |
| Reichweite   | 40 m beim Erstflug                                                  |
| Triebwerk    | ein luftgekühlter 5 Zyl. Ellehammer, mit 30 PS (22 kW) Nennleistung |
| Masse Motor  | 34 kg                                                               |